# 五一街道 (衡阳市)
五一街道，中华人民共和国湖南省衡阳市石鼓区下属的一个街道，位于衡阳市区中心。

## 建制沿革
- 1966年，设置五一街道；
- 1988年，析置合江街道。

## 行政区划
五一街道下辖8个社区、1个行政村：
- 草桥社区、杨家坪社区、建设新村一社区、建设新村二社区、望城路社区、电厂社区、来雁塔社区、畔湖路社区
- 建设村